# Драган Тешовић
Драган Тешовић (Бор, 20. јануар 1962) је српски драмски писац.
Ради као библиотекар у Индок центру Института за бакар у Бору.

## Награде
- Награда Бранислав Нушић[2]

## Дела
- Како васпитати андроида
- Доживљаји слатке феферонке
- Заједничка изложба[3]